# 霍恩霍斯特湖

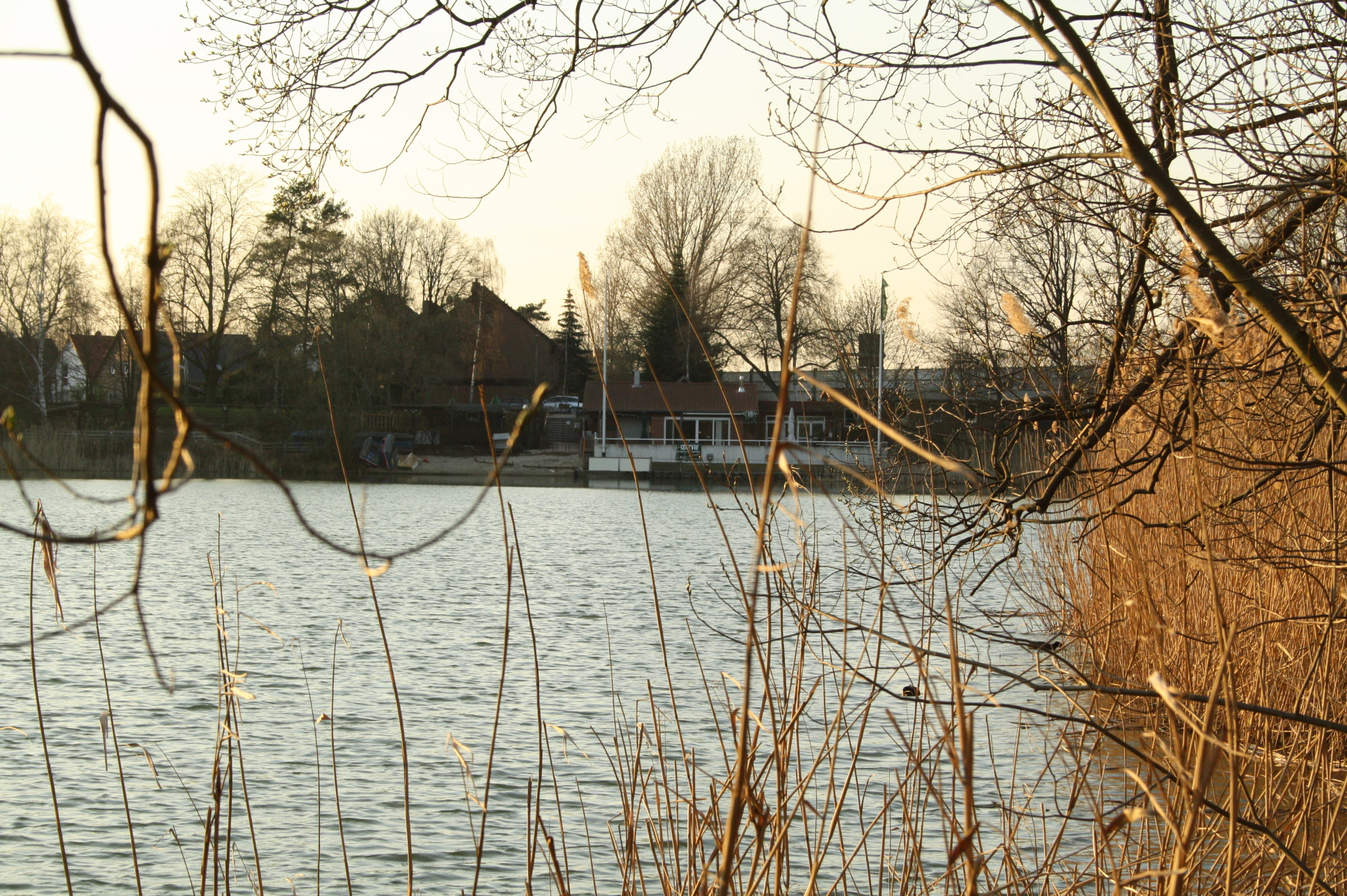

52°23′9.31776″N 9°59′46.59648″E / 52.3859216000°N 9.9962768000°E
霍恩霍斯特湖（德語：Hohnhorstsee），是德國的湖泊，位於該國西北部，由下薩克森州負責管轄，處於萊爾特東北部，長0.3公里、寬0.2公里，面積0.05平方公里，海拔高度55米，湖岸線長度1公里。